# Havas
Die Havas Group ist eines der größten weltweit agierenden Agentur-Netzwerke mit mehr als 22.000 Mitarbeitern in über 100 Ländern. Havas entstand aus einer französischen Nachrichtenagentur, die 1835 von Charles-Louis Havas gegründet wurde. Sitz der Havas Group ist Puteaux bei Paris, Aufsichtsratsvorsitzender und Geschäftsführer ist derzeit Yannick Bolloré.

## Unternehmensgeschichte
Havas entstand aus der ersten französischen Nachrichtenagentur, die im Jahr 1835 von Charles-Louis Havas gegründet wurde. Nach seinem Tod (1858) von seinem Sohn, Auguste Havas (1813–1889), fortgeführt, wurde sie 1879 in eine Aktiengesellschaft umgewandelt. Die Werbesparte leitete ab 1900 Léon Rénier in enger Zusammenarbeit mit der Société générale des annonces. In den Jahren 1889, 1899 und 1909 wurden Abkommen über eine Zusammenarbeit mit der Agentur Bernhard Wolff, Reuters und Associated Press erneuert. Während des Ersten Weltkriegs hatte Havas einen halbamtlichen Status.
Havas wurde 1998 von Vivendi aufgekauft und in Vivendi Universal Publishing umbenannt. Die Gesellschaft, die heute den Namen Havas trägt, war ursprünglich eine Tochter der alten Havas, nämlich die auf die Kommunikationsbranche spezialisierte Havas Advertising, die die Namensrechte im Jahr 2002 erworben hat. Es handelt sich dabei um eine Holding mit Sitz in Puteaux bei Paris. 2004 wurde die Gruppe von Vincent Bolloré aufgekauft und ist seither Teil der Bolloré-Gruppe.
Havas ist heute die zweitgrößte Werbegruppe in Frankreich und die fünftgrößte weltweit. Zu den größten Konkurrenten zählen Omnicom, WPP, IPG und Publicis sowie Dentsū. Das Unternehmen war an der Börse Euronext notiert und wurde im Dezember 2017 dekotiert.

## Havas Group
Die weltweit tätige Havas Group besteht aus drei Leistungssäulen:
- Das Creative Network[6] mit rund 10.000 Mitarbeitern weltweit und einem Dienstleistungsangebot aus Kreation, Strategie, PR, Performance Marketing, Design und UX.
- Das Media Network[7] mit mehr als 8.000 Mitarbeitern weltweit und Schwerpunkten in Programmatic Buying, Mobile (Mobext) und Social Media (Socialyse).
- Das Healthcare Network[8] mit ca. 4.000 Mitarbeitern weltweit und Spezialdienstleistungen in der Gesundheits- und Wellness-Kommunikation.[9]

Im Herbst 2018 wurde eine exklusive Partnerschaft zwischen der Havas Media Group und der Social Management Plattform Sprinklr bekanntgegeben.

## Havas Deutschland
Die Havas Group in Deutschland unterteilt sich in die Havas Creative Group (auch: Havas Germany) mit Hauptsitz in Düsseldorf und weiteren Dependancen in München und Hamburg sowie die Havas Media mit Sitz in Frankfurt am Main. Des Weiteren befinden sich die Havas Life (Healthcare) in Düsseldorf und die Havas Life Bird & Schulte in Freiburg. Das Angebot der Havas Creative Group umfasst den gesamten Marketingmix aus Kreation, Social Media, Communications, Strategie, Customer Experience, CRM, Digital, PR, Content, Bewegtbild und weiteren Werbe- und Marketingdisziplinen. Gemeinsam mit den zum Network gehörenden Vivendi-Töchtern Universal Music, StudioCanal und Gameloft wird das Advertainment-Modell (Advertising + Entertainment) in die Werbebranche getragen.
Anfang 2018 wurde bekanntgegeben, dass Havas Creative Group die Kommunikations- und Strategieberatung H/Advisors (ehemals: Deekeling Arndt Advisors) mit seinen rund siebzig Mitarbeitern an den Standorten Düsseldorf, Frankfurt und Berlin übernommen hat.
Anfang 2023 akquirierte die Havas Creative Group die deutsche Social Media Spezialagentur HRZN mit seinen rund 50 Mitarbeitern in Mannheim und Düsseldorf.

## „Meaningful Brands“-Studie
Die Meaningful Brands-Studie der Havas Group ist laut eigener Aussage weltweit die erste Analyse, die das persönliche/individuelle Wohlbefinden der Konsumenten mit der Stärke einer Marke auf kommerzieller Ebene und ihrem gesellschaftlichen Engagement verbindet. Untersucht beziehungsweise befragt wurden 1.500 Marken und mehr als 300.000 Konsumenten in 33 Ländern. Die Studie erfasst die Auswirkung von Marken auf das Wohlbefinden der Konsumenten auf Basis von zwölf verschiedenen Bereichen, wie Gesundheit, Freunde, Beziehungen und der finanziellen Situation. Die Studie will zeigen, was Konsumenten von Unternehmen erwarten und wo zukünftig die Chancen liegen.

## Übertragene Bedeutung
Die in der Schweiz bekannte Redensart red kän Havas oder verballhornt red kän Habasch im Sinne von „erzähl keinen Unsinn“ oder substantivisch Habasch „Narr, Tölpel“ geht auf die frühere französische Nachrichtenagentur Havas zurück. Entstanden ist sie unter den Soldaten des Ersten Weltkrieges, da die Meldungen der halbamtlichen Nachrichtenagentur vielfach geschönt waren und deshalb oft angezweifelt wurden.